# Kryvbas

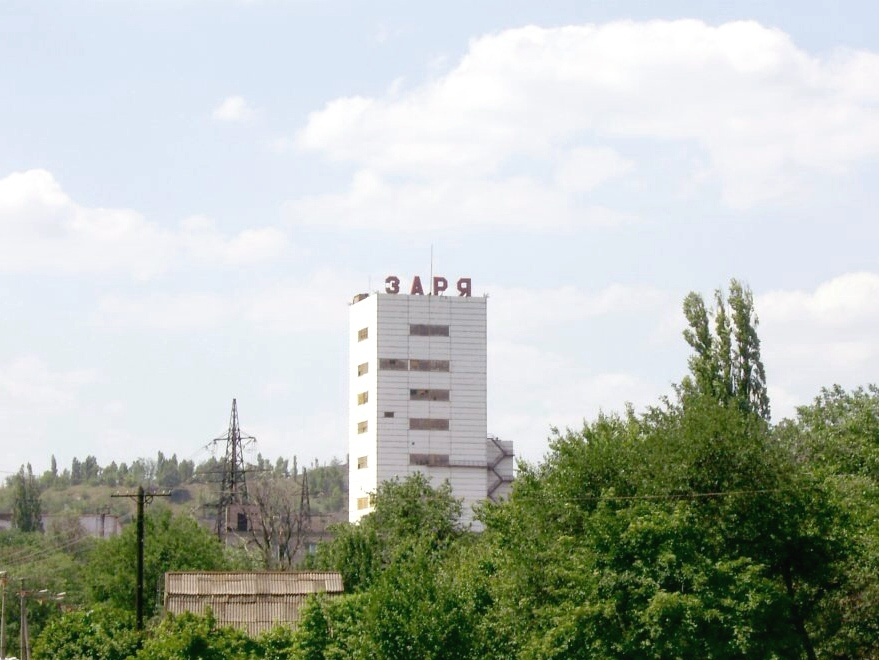
Mỏ "Zaria" tại Kryvyi Rih

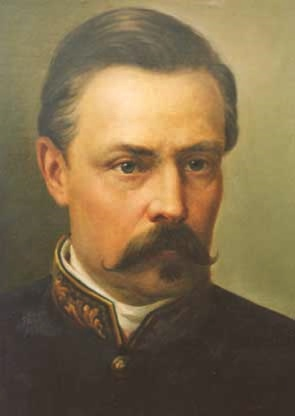
Alexander Pol (nhà công nghiệp địa phương và nhà tiên phong của ngành khai mỏ sắt hiện đại)

Kryvbas (tiếng Ukraina: Кривбас, tên đầy đủ là bồn quặng sắt Kryvorizkyi, tiếng Ukraina: Криворізький залізорудний басейн) là một khu vực kinh tế và lịch sử quan trọng tại Trung Ukraina, nằm xung quanh thành phố Kryvyi Rih, chuyên khai thác quặng sắt và công nghiệp thép. Nơi này được cho là khu vực quặng sắt chính của Đông Âu. Cùng với Donbas, Kryvbas là một trung tâm công nghiệp nặng lớn của Ukraina.
Được đặt tên theo thành phố Kryvyi Rih, khu vực này chiếm phần phía tây nam của tỉnh Dnipropetrovsk, cũng như một phần nhỏ lân cận của tỉnh Kirovohrad, trong thung lũng các sông Inhulets và Saksahan (cả hai đều là phụ lưu của sông Dnepr). Bồn trải dài theo một dải hẹp (2–7 km) từ bắc xuống nam gần 100 km, từ Zhovti Vody (Vùng nước màu vàng) đến vùng hồ chứa nước Kakhovka với tổng diện tích 300 km².
Khu vực này có các mỏ chủ yếu là quặng sắt và một số quặng luyện kim khác. Để khai thác chúng, một số công ty khai thác lớn được thành lập ở đây vào giữa thế kỷ 20. Hầu hết chúng nằm ở Kryvyi Rih.
Kryvorizhstal (đặt tại Kryvyi Rih) là công ty thép lớn nhất và hiện đại nhất trong khu vực và trong nước. Công ty bao gồm các cơ sở quặng và một nhà máy thép lớn (nhà máy duy nhất trong thành phố). Các công ty quặng khác cung cấp nguyên liệu thô cho Kryvorizhstal hoặc các nhà máy thép bên ngoài khu vực.
Ngoại trừ Kryvorizhstal thuộc sở hữu của Mittal Steel, các công ty thép trong khu vực được kiểm soát bởi Tập đoàn Privat hoặc SCM. Đây từng là những ngành công nghiệp thuộc sở hữu nhà nước. Từ những năm 1990 cho đến năm 2004, sau khi Ukraina tuyên bố độc lập và hoạt động nhằm thiết lập chủ nghĩa tư bản, những ngành công nghiệp này đã trải qua những khó khăn và bê bối khi chúng được tư nhân hóa.
Một nhà máy khai thác và chế biến lớn được xây dựng vào đầu thế kỷ 21 tại thành phố lân cận Dolynska (tỉnh Kirovohrad). Dự án công nghệ cao này được chính phủ Ukraina, Romania và Slovakia đồng tài trợ.